# Pabellón criollo
El pabellón criollo es un plato tradicional de la gastronomía venezolana, además de considerarse como el «plato nacional de Venezuela». Es llamado así por su semejanza con un pabellón o bandera, ya que combina diferentes colores. El pabellón criollo tradicional está compuesto por arroz blanco cocido, carne mechada de res, caraotas (frijoles) negros y tajadas de plátano maduro frito.
La historia del pabellón data de la época imperial, probablemente del siglo XVIII, y según se cuenta es básicamente una reunión de «sobras» de comidas anteriores realizada por los esclavos de las haciendas: así la carne, el arroz y las caraotas negras generalmente databan de un día anterior o dos, siendo las tajadas de plátano lo único que se preparaba en el momento. Esta es una versión.[cita requerida]
Existe otra hipótesis también de que este plato sea propio o representativo del centroccidente del país debido a que es muy común verlo en las cartas en la mayoría de establecimientos gastronómicos. Y es que en esa región es donde se pueden conseguir de manera más fácil estos ingredientes,porque ahí convergen los Llanos, el mar Caribe, la cordillera de Los Andes, el Lago de Maracaibo, la Cordillera de la Costa y los climas más propicios para la agricultura de la nación entera.[cita requerida]
Se suele hacer referencia a que el plato representa a las tres grandes culturas venezolanas: europea (arroz blanco), indígena (carne desmechada) y africana (caraotas). Sin embargo está afirmación es meramente poética. Es muy probable que este plato sea de El Tocuyo del siglo XVII, debido a las recetas parecidas que se asocian mucho con los ingredientes utilizados en el pabellón.
Esta es la cultura criolla que ha sido la más influyente de todas dejando la huella en toda la gran mayoría de las tradiciones a lo largo de la historia venezolana.
Para 2019, el pabellón criollo fue reconocida como Patrimonio Inmaterial de Venezuela.

## Variantes

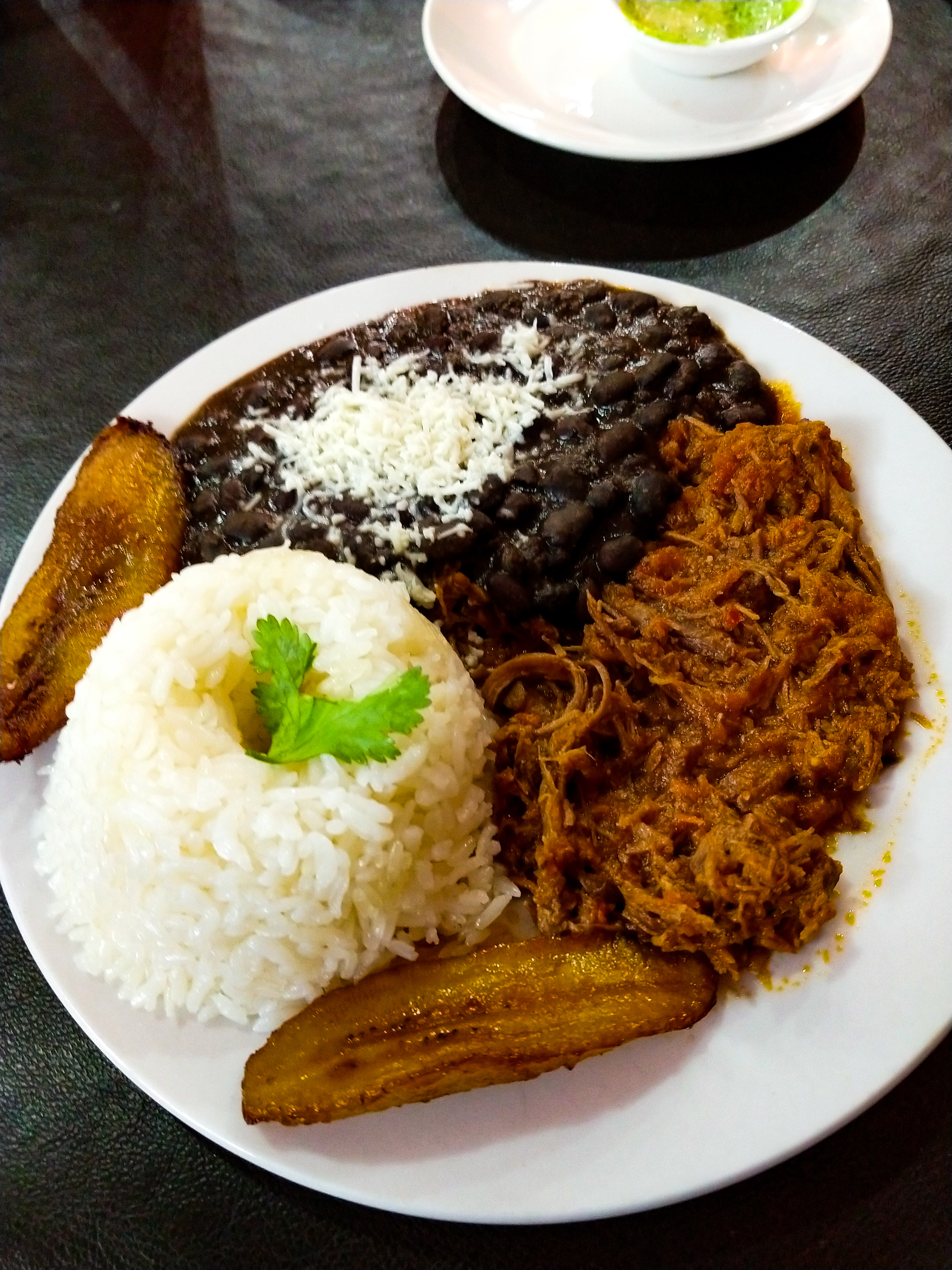
Frijoles negros con queso rallado, carne desmenuzada, rodajas de plátano y arroz

Existen variaciones del plato original:
- Pabellón con baranda: las tajadas de plátano son dispuestas alrededor del plato formando una baranda.
- Pabellón a caballo: además de los ingredientes anteriormente mencionados, añade un huevo de gallina frito.
- Pabellón con arepas: generalmente se come de desayuno, y consiste en sustituir el arroz blanco por arepas, se puede acompañar de queso blanco rallado, aguacate con sal y hasta huevos revueltos o "perico". También se le conoce como pabellón mañanero.
- Pabellón vegetariano:existe una variación del pabellón criollo para las personas que no comen carne y es que, se sustituye la carne desmechada casi siempre por berenjenas. Otra variante consiste en cortar en tiras finas la cáscara de un plátano "pintón" (entre verde y maduro) previamente hervido y guisarlas con el sofrito.[10]
- En los Llanos es usual añadir queso blanco duro rallado al plátano y las caraotas y hacer la carne desmechada con cortes de animales de caza como venado, chigüire o lapa.
- En el occidente del país y en los Llanos Centrales, en ocasiones se suele cambiar el arroz por espagueti y se acompaña con un huevo de gallina frito. En este caso se hace llamar pabellón alterado.
- Pabellón margariteño: en Oriente y las regiones costeras se agrega azúcar a las caraotas negras y en ocasiones la carne desmechada se sustituye por pescados o mariscos preparados de la misma manera (especialmente en la Isla de Margarita, en donde se sirve cazón —cría de tiburón— desmechado y guisado).
- En el estado Lara, se sustituye la tradicional carne desmechada por carne deshebrada y frita de ganado caprino, la cual se hace llamar pata e'grillo. También se acostumbra espolvorear las tajadas y las caraotas con queso rallado e incluso emplear suero (lácteo cremoso acidificado y salado) añadiéndolo a las caraotas y al arroz.
- En Los Andes y parte del Zulia se usan tostones de plátano verde en vez de tajadas de plátano maduro.
- En el Zulia la carne desmechada también puede ser preparada con coco.
- También existe una variante poco común en la cual las tajadas de plátano se sustituyen por plátano maduro horneado o asado, el cual se espolvorea con queso blanco duro rallado. Otra variante también poco común es sustituir la carne mechada por carne molida guisada. Incluso, hay una variante menos común todavía consistente en sustituir la carne mechada por pollo desmechado y guisado.
- Se puede opcionalmente agregar como contorno adicional tajadas de aguacate/palta sazonadas con sal y un poco de zumo de limón.
- Algunas personas en la región central del país (Caracas, Maracay, Valencia) gustan de aderezar el arroz y la carne mechada con kétchup (conocido en este país como salsa de tomate). Por otra parte, también existen otras personas que untan con margarina (llamada impropiamente mantequilla) las tajadas y el arroz (mayormente esto último se suele ver en las poblaciones de Jusepín y El Furrial en el estado Monagas). Todo ello es totalmente opcional.